# Crédomédia
Crédomédia est une association burkinabé fondée en 2001 par l’abbé Bernard Yameogo. Il y a regoupré ses multiples activités artistiques, théâtrales et cinématographiques. « Crédomédia » signifie « créer, réaliser, éduquer, diffuser, organiser ». L'objectif général déclaré de cette association est la promotion des droits fondamentaux des enfants.

## Histoire
L'histoire et le mode de fonctionnement de Crédomédia est représentatif des conditions de travail de la plupart des réalisateurs et artistes en Afrique[réf. nécessaire].
La Coépouse chinoise, un documentaire de vingt-six minutes sur le textile chinois et les pagnes traditionnels burkinabé, est à aussi mettre au compte des réalisations de cette structure.

## Madou et Lili
Commencé en 2001, le tournage des derniers épisodes de la première série Madou et Lili s'est achevé en août 2003. 
Madou et Lili est une série de douze épisodes de quinze minutes qui traite du choc entre
les cultures et les valeurs traditionnelles et urbaines à travers la rencontre de Madou, le petit berger, et Lili, une petite citadine en colonie de vacances. 
Les premiers épisodes ont été diffusés par la télévision nationale burkinabé et sélectionnés lors de la session 2003 du Fespaco, le Festival panafricain de cinéma de Ouagadougou.
Une autre série de trois épisodes intitulée Madou, le petit berger a également été produite par Crédomédia. 